# Готхолд Ефраим Лесинг
Готхолд Ефраим Лесинг (на немски: Gotthold Ephraim Lessing) е германски поет, философ и драматург от епохата на Просвещението. Той може да бъде наречен основоположник на германската просветителска театрална култура. Той създава в Германия първата социална драма и първата национална комедия. Като проницателен театрален критик и теоретик той се бори за създаването на германския национален театър.

## Живот
Роден в малкото саксонско градче Каменц през 1729 г. в семейството на пастор, Лесинг получава първите знания за живота от баща си. А след като завършва Майсенското княжеско училище, той постъпва в Лайпцигския университет, където следва теология и медицина, но интересите му са насочени към философията и филологията.
Лесинг удивлява съвременниците си със своята благосклонност към оригинални личности, авантюристи и скитници, на които помагал парично въпреки постоянните си материални затруднения. Така през 1779 г. го посетил един немски „философ“ на име Кьонеман, автор на твърде объркана метафизична система, и Лесинг го издържал в продължение на няколко месеца заедно с любимото му куче.

## Театър
С пристигането си в Лайпциг младият Лесинг се пристрастява към театъра, става негов усърден посетител и се запознава с всички актьори от трупата на Каролине Нойбер. Там той написва и първата си комедия „Младият учен“, с която жъне голям успех. Оттук нататък животът му преминава в чести пътувания – той работи като секретар на един аристократ в Холандия, а през време на Седемгодишната война е секретар на губернатора на Силезия в Бреслау. В Хамбург Лесинг написва знаменитата си книга „Хамбургска драматургия“ – сборник от театрално-критически фейлетони, – която създава цяла епоха в историята на европейската театрална критика.

### „Емилия Галоти“
Най-значимата трагедия на Лесинг „Емилия Галоти“ била замислена като илюстрация към неговата теория на драмата. Тя била поставена за първи път в Брауншвайг през 1772 г., където тогава играела трупата, ръководена от търговеца Зайлер. Макар Лесинг да отстранил политическия елемент от драмата си, той успял да предизвика у зрителите дълбоко чувство на негодуване и протест против ограничеността на немския живот. Публиката била учудена, че принцът от драмата не намира своето заслужено наказание от камата на Одоардо, ами възмездието бива предоставено на бога. Младежта разбрала много добре, че в пиесата има нещо, което не се казва, но за което се намеква – а това било тиранията на абсолютизма! На всичкото отгоре премиерата на „Емилия Галоти“ била подготвена по случай рождения ден на херцогинята. Уплашен от възможността за скандал, Лесинг написал писмо до херцога, в което го уверил, че пиесата не представлява „нищо повече“ от възкресяване на един стар римски сюжет, разказа за Виргиния, разработен от него още преди много години. Херцогът се уловил на въдицата и премиерата преминала с голям успех, като владетелят не разбрал нищо, а онези, които разбрали, можели само да си мълчат. „Емилия Галоти“ била посрещната навсякъде радушно, а във Виена, за да бъде задоволен вкусът на публиката, тя била превърната във фарс. Така изпълнителят на Одоардо си разчеквал устата чак до ушите, плезел се на публиката и след като убил Емилия, облизал кръвта от камата си. Ала тази безвкусица се харесала много на Йозеф II и той заявил: „Още никоя друга трагедия не ме е разсмивала толкова много!“

## Влияние
Въодушевен от мисълта за едно свободно човечество, изпълнен с вяра в разума и в победата на духа над житейските условности, Лесинг достига – особено във философския си етюд „Възпитание на човешкия род“ – до непостижима за времето висота на историческо мислене. Като водач на зрялото Просвещение неговото идейно въздействие прониква във всички области на немската култура.
Лесинг умира в Брауншвайг, едва петдесет и две годишен, в самота и огорчения. Той оставя завета на един непреклонен живот, проникнат от мощна мисъл и борба за независимост. Затова Гьоте възкликва в една от беседите си с Екерман: „Такъв човек като Лесинг ни е нужен, защото той е велик именно благодарение на своя характер, благодарение на своята твърдост.“

## Признание
В Германия и Австрия са издигнати паметници на Лесинг. В негова чест са учредени множество литературни награди.

### Стихотворения
- Lieder, издание от 1771 г.
- Oden, Издание от 1771 г.
- Sinngedichte, издание от 1771 г.
- Sinngedichte

### Басни
- Fabeln und Erzählungen, издание от 1771 г.
- Fabeln. Drei Bücher, издание от 1759 г.
- Fabeln

### Драми
- Damon, oder die wahre Freundschaft
- Der junge Gelehrte
- Die alte Jungfer
- Der Misogyn
- Der Freigeist
- Die Juden
- Der Schatz
- Мис Сара Сампсон
- Philotas
- Minna von Barnhelm
- Emilia Galotti
- Nathan der Weise

### Драматични фрагменти
- Samuel Henzi
- D. Faust

### Естетически съчинения
- Рецензии
- Писма
- Предговори
  - Des Herrn von Voltaire Kleinere historische Schriften
  - G. E. Lessings Schriften. Erster Teil
  - G. E. Lessings Schriften. Dritter Teil
  - Gotth. Ephr. Lessings Theatralische Bibliothek
  - Vermischte Schriften des Hrn. Christlob Mylius
  - Gleim, Preußische Kriegslieder
  - Friedrichs von Logau Sinngedichte
  - Das Theater des Herrn Diderot
- Abhandlungen von dem weinerlichen oder rührenden Lustspiele
  - Betrachtungen über das weinerlich Komische
  - Des Hrn. Prof. Gellerts Abhandlung für das rührende Lustspiel
- Über das Lustspiel Die Juden
- Ein Vade mecum für den Hrn. Sam Gotthl. Lange. Pastor in Laublingen
- Rettungen des Horaz
- Briefwechsel über das Trauerspiel
- Abhandlungen [über die Fabel]
- Briefe, die neueste Literatur betreffend
- Laokoon
- Hamburgische Dramaturgie
- Der Rezensent braucht nicht besser machen zu können ...
- Wie die Alten den Tod gebildet
- Leben und leben lassen
- Selbstbetrachtungen und Einfälle

### Теологично-критически и философски съчинения
- Gedanken über die Herrnhuter
- Das Christentum der Vernunft
- Pope ein Metaphysiker!
- Über die Entstehung der geoffenbarten Religion
- Über die Wirklichkeit der Dinge außer Gott
- Durch Spinoza ist Leibniz nur ...
- Eine Parabel
- Anti-Goeze
- Ernst und Falk
- Daß mehr als fünf Sinne für den Menschen sein können
- Gespräche über die Soldaten und Mönche
- Die Religion Christi
- Die Erziehung des Menschengeschlechts
- F. H. Jacobi über seine Gespräche mit Lessing

Издания:
- Werke und Briefe. 12 Bände in 14 Teilbänden. Hrsg. v. Wilfried Barner. Berlin 2003
- Die Ehre hat mich nie gesucht Gedichte, Briefe, kritische Schriften, Stücke. Märkischer Dichtergarten. Hrsg. von Gerhard Wolf. Berlin 1985